# Minzier
Minzier település Franciaországban, Haute-Savoie megyében. Lakosainak száma 1058 fő (2022. január 1.). Minzier Cernex, Chaumont, Chavannaz, Contamine-Sarzin, Jonzier-Épagny, Marlioz, Savigny és Vers községekkel határos.

## Népesség
A település népességének változása:
| Lakosok száma | 909  | 976  | 1026 | 1023 | 1037 | 1045 | 1043 | 1051 | 1058 |
|               | 2013 | 2015 | 2016 | 2017 | 2018 | 2019 | 2020 | 2021 | 2022 |